# Скотина (дем Катерини)
Вижте пояснителната страница за други значения на Скотина.
Скотина̀ или Мо̀рна (на гръцки: Σκοτεινά, до 1926 година Μόρνα, Морна) е село в Северна Гърция, в дем Катерини, област Централна Македония.

## География
Селото е разположено западно от град Катерини, на река Мавронери, между планините Фламбуро (Пиерия) от север и Шапка (Титарос) от юг.

## История
В XIX век Морна е гръцко село в Османската империя.
В 1913 година селото попада в Гърция. Според преброяването от 1913 година Морна има 163 жители.
Населението традиционно се занимава със скотовъдство и земеделие. В 1971 година в селото има 1 жител и вероятно населението му се изселва в новото село Като Милия. В 1981 година е заличено. По-късно е възстановено.
| Година    | 1913 | 1920 | 1928 | 1940 | 1951 | 1961 | 1971 | 1981 | 1991 | 2001 | 2011 | 2021 |
| --------- | ---- | ---- | ---- | ---- | ---- | ---- | ---- | ---- | ---- | ---- | ---- | ---- |
| Население | 163  | 190  | 246  | 178  | 377  | 464  | 1    | -    | 8    | 15   | 1    | 4    |